# Wydawnictwo Uniwersytetu Śląskiego
Wydawnictwo Uniwersytetu Śląskiego – uczelniana oficyna wydawnicza powstała w 1968 roku wraz z powołaniem do życia Uniwersytetu Śląskiego. Dnia 1 września 1975 roku Dział Wydawniczy przekształcono w Wydawnictwo Uniwersytetu Śląskiego.
Wydawnictwo Uniwersytetu Śląskiego publikuje prace naukowe z zakresu wszystkich dziedzin i dyscyplin nauki uprawianych przez pracowników naukowych Uniwersytetu Śląskiego w Katowicach. Wśród publikacji WUŚ ukazują się zarówno monografie naukowe, jak i prace zbiorowe oraz czasopisma. Publikowane prace ukazują się w postaci nakładów tradycyjnych (drukowanych), jak i w postaci elektronicznej (e-książki). Wydawnictwa ciągłe i czasopisma, z których znaczna liczba figuruje się na punktowanej liście MNiSW i jest indeksowana w krajowych i międzynarodowych repozytoriach i bazach danych (takich jak Central and Eastern European Online Library (CEEOL), Index Copernicus, CEJSH, BazHum, ERIH+ i innych) są większości przypadków udostępniane są czytelnikom w formule otwartego dostępu (tzw. „droga złota”), zgodnie z zaleceniem Komisji Europejskiej. Część publikacji stanowią opracowania będące wyróżnionymi pracami doktorskimi, pracami habilitacyjnymi oraz dysertacjami samodzielnych pracowników naukowych. Odrębną dziedziną działalności edytorskiej jest produkcja podręczników i skryptów przeznaczonych dla studentów, w tym słuchaczy studiów niestacjonarnych, a także dla osób uczących się języka polskiego jako obcego.
Publikacje Wydawnictwa Uniwersytetu Śląskiego zdobyły wiele nagród i wyróżnień, a wśród Autorów publikujących swoje prace w Wydawnictwie znajdują się wiodący eksperci w różnych dziedzinach nauki.
Wydawnictwo Uniwersytetu Śląskiego wydaje rocznie średnio 150 tytułów o łącznej objętości 2700 arkuszy wydawniczych.